# Jeanne de Recqueville
Jeanne de Recqueville (née Jeanne Manouk à Boulogne-Billancourt le 26 juin 1910 et morte à Issy-les-Moulineaux le 2 avril 2000,) est une écrivaine française de romans pour la jeunesse. Elle a également traduit des œuvres de langue italienne et anglaise.

## Biographie
Interprète de congrès et conférencière, sa famille a longtemps vécu en Turquie.

## Œuvres

### En tant qu'auteur

#### Romans
- 1953 : Kapitan-Pacha Éditions Hachette, collection Bibliothèque verte ; illustrations de Jean Reschofsky. Grand Prix littéraire du Salon de l'Enfance en 1953[5]. Réédition en 1954 dans la collection Idéal-Bibliothèque ; illustrations de Jacques Poirier. Résumé : Dans l'Empire ottoman de la fin du XIXe siècle, sous le règne d'un sultan tyrannique. Kapitan-Pacha, orphelin de douze ans, travaille à Constantinople comme écrivain public. Il fait la connaissance d’un sympathique révolutionnaire, dont le dessein est de renverser le sultan...
- 1956 : Voyage en dentelles Éditions Hachette, collection Bibliothèque verte ; illustrations d'Albert Chazelle, no 262, 256 p. Résumé : Assise entre ses sœurs dans la diligence qui les emmène à travers l'Europe, Marie-Laure rêve à tout le bonheur quelle attend de ce voyage. Les jeunes filles ont pour compagnes les poupées-mannequins qui vont leur permettre de présenter à l'impératrice de Russie Catherine les robes que celle-ci leur a commandées. Bon accueil leur est assuré à la cour, mais la partie n'est pas gagnée pour autant. Elles ont en effet une terrible concurrente en la personne de dame Lutèce qui essaie, elle aussi, de gagner la clientèle de l'impératrice et se trouve déjà sur la route de Saint-Pétersbourg. Si les poupées-mannequins ont de bien jolies robes, elles n'ont pas de cœur. Il n'en est pas de même pour Marie-Laure que la bonne mine du jeune docteur Salbris, son compagnon de diligence, a tendrement émue. Parviendra-t-elle à lui faire oublier Tania, sa belle cousine par alliance, lectrice de la tsarine ? Et dame Lutèce ne va-t-elle pas profiter de la rivalité des deux jeunes filles pour imposer ses robes à la cour de Russie[6] ?
- 1957 : Bergère en crinoline Éditions Hachette, collection Idéal-Bibliothèque ; illustrations de Philippe Daure. Résumé : Annette garde ses moutons, tout en tenant à la main son crayon. Elle a en effet le don de reproduire sur son calepin les fleurs, les papillons, des oiseaux qui l'entourent. Mais voilà qu'un événement insolite - un grand bal au château, comme pour Cendrillon - vient bouleverser sa vie de bergère, et la contraint à partir précipitamment pour Paris où elle retrouvera sa tante Marie-Anne et son oncle Grégoire. Ce faisant, elle cause bien du tourment à un charmant violoniste[7].
- 1959 : Si j'avais un château Éditions Hachette, collection Nouvelle Bibliothèque rose no 40 ; illustrations de Paul Durand. Résumé : Si j'avais un château !... N'est-ce pas le souhait de tous ceux, enfants et parents, que les circonstances actuelles contraignent d'habiter un logement trop exigu ? Un château qui vous tombe du ciel-comme c'est le cas ici — semble le remède magique. Peut-être, mais... devenir châtelain dans des circonstances aussi inattendues, être obligé de remplir des conditions aussi draconiennes sous peine de perdre à jamais le château, n'est-ce pas un véritable supplice de Tantale[8] ?

#### Biographie
- 1978 : Rudolph Valentino, Paris, France-Empire, collection dirigée par Hervé Le Boterf.

#### Pièce de théâtre
- 1990 : Le Chevalier Paul : marin marseillais, chevalier de Malte, 1598-1667. Pièce historique en vers alexandrins. Publication : Paris (12 square Desnouettes, 75015).

### En tant que traducteur
- 1959 : Les Tapis d'Orient (Tappeti orientali) d'Armen E. Hangeldian : Traduit de l'italien par Jeanne de Recqueville. Éditions Guy Le Prat. 336 p. Réédition en 1978 chez le même éditeur.
- 1962 : La Marche vers la paix (Growing toward peace) de Regina Tor et Eleanor Roosevelt. Collection Nouveaux horizons. E. no 2.
- 1963 : Portraits de noirs américains : le dur chemin de la gloire (Famous American negroes) de Langston Hughes. Collection : Nouveaux horizons. B. no 2. Traduit de l’américain par Jeanne de Recqueville.
- 1963 : George Washington Carver, savant (Dr George Washington Carver, scientist) de Shirley Graham, George D. Lipscomb. Collection : Nouveaux horizons. B. no 3.
- 1973 : L'Été brûle la mélancolie (L'Estate brucia la malinconia) de Bruno Vilar. Traduit de l'italien par Jeanne de Recqueville. Édition La Pensée universelle.
- 1974 : Ombre sur la steppe de Leone Kossovich. Traduit de l'italien par Jeanne de Recqueville. Édition La Pensée universelle.
- 1974 : Atlas des fruits de la terre (Frutti della terra) de F. Bianchini et F. Corbetta. Adaptation française de Jeanne de Recqueville ; illustrations de Marinela Pistoia ; préface de Maurice Mességué. Éditions Fernand Nathan.
- 1989 : L'Assassinat d'un mort de Stefano Teneff. Roman. Traduit de l'italien par Frédéric et Jeanne de Recqueville.
- 1989 : De l'orage, aux amours, aux luttes, au crépuscule de Stefano Teneff. Roman. Traduit de l'italien par Frédéric et Jeanne de Recqueville.

## Récompenses et distinctions
- Grand Prix de la littérature enfantine[9] en 1953 pour Kapitan-Pacha[4]